# Vescomtat de Gimois
El vescomtat de Gimoés fou una jurisdicció feudal de Gascunya sorgit cap a l'any 1000 a la comarca homònima. Va passar al senyor Jordà II d'Illa Jordà cap al 1195 i després al seu fill Jordà III (1195-1205). Aquest va repartir els seus dominis deixant Illa Jordà al fill Bernat II Jordà i el vescomtat de Gimois i la senyoria de Terrides al fill Otó. Aquest es va casar amb Alix i va tenir al seu successor Bernat que no va tenir fills mascles. La seva filla Marcida es va casar amb Joan, vescomte de Coserans, i el vescomtat va quedar unit a aquesta casa (branca dels comtes de Comenge).